# Лёгкая добыча
«Лёгкая добыча» (англ. Pushover) — фильм нуар режиссёра Ричарда Куайна, вышедший на экраны в 1954 году.
В основу сценария фильма положены рассказы «Ночной дозор» Томаса Уолша и «Рэфферти» Уильяма С. Бэллинджера. Фильм рассказывает о том, как после ограбления банка, в ходе которого убивают охранника, группе детективов, включающей Пола Шеридана (Фред Макмюррей), поручается слежка за подружкой одного из грабителей, Лоной Маклейн (Ким Новак). Познакомившись на улице, Пол и Лона мгновенно влюбляются друг в друга, и вскоре вырабатывают план, как завладеть похищенным и избавиться от грабителя, однако в ходе реализации плана возникает ряд роковых осложнений.
Большая часть фильма происходит в тёмное время суток в доме, где проживает подружка грабителя и установлен наблюдательный пункт полиции. Существенным элементом картины является наблюдение сквозь окна, прослушка телефона и личная слежка. Своей темой негласного наблюдения на грани маниакальности эта картина близка таким фильмам, как «Окно во двор» (1954), «1000 глаз доктора Мабузе» (1960), «Подглядывающий» (1960), «Разговор» (1974), «Щепка» (1993) и «Преследование» (1998).
Уличные съёмки производились в городе Бербанк, Калифорния.

## Сюжет
Действие происходит в одном из городов в Южной Калифорнии. В ходе ограбления банка двое бандитов убивают охранника и похищают 200 тысяч долларов. Вечером Пол Шеридан (Фред Макмюррей) знакомится на парковке около кинотеатра с сексуальной блондинкой Лоной Маклейн (Ким Новак), и приглашает её к себе домой, где у них начинается страстный роман. Вышедший из небогатой семьи, Пол видит, что у Лоны новая машина, его завораживает её норковое пальто и дорогие духи, кроме того, недавно она поселилась в фешенебельном многоквартирном доме. На совещании в полицейском управлении выясняется, что полиция довольно быстро установила, что одним из участников ограбления был некто Гарри Уилер, и руководитель следственной группы лейтенант Карл Экстрём (Э. Г. Маршалл) поручил детективу Полу Шеридану сблизиться с подружкой Уилера, Лоной Маклейн с тем, чтобы выведать у неё местонахождение преступника. Однако, проведя с Лоной три дня, Пол так и не смог узнать ничего конкретного. На следующий день по поручению Экстрёма, Пол и его напарник Рик Макаллистер (Филип Кэри) устанавливают наблюдательный пункт в квартире, расположенной напротив квартиры Лоны, с тем, чтобы один детектив мог бы постоянно наблюдать за ней в окно с помощью бинокля, а другой — прослушивать и записывать на магнитофон все её телефонные разговоры. Ещё один полицейский, Пэдди Долан (Аллен Нурс), постоянно дежурит в машине перед подъездом Лоны, чтобы сразу задержать Уилера при его появлении. Через определённые промежутки времени детективы меняются постами.
Во время первого же ночного дежурства Лона выходит из квартиры, и Пол отправляется тайно проследить за ней. Неожиданно она приезжает к его дому. Пол выходит из машины и впускает её в свою квартиру. Заподозрив, что Пол является копом, Лона обвиняет его в том, что он подстроил их знакомство у кинотеатра. Пол признаёт, что является детективом, однако утверждает, что выяснил всё, что ему нужно, в первую же ночь, а затем встречался с ней потому, что хотел этого. Лона утверждает, что раньше ничего не знала о том, чем Уилер занимался, а теперь опасается его. Затем она спрашивает, что будет с Уилером, если его поймают, и сразу после этого предлагает Полу вместе с ней завладеть добычей Уилера, говоря, что с такими деньгами они были бы счастливы. Пол говорит, что это был бы идеальный вариант для копа — убить Уилера, спрятать деньги и вызвать полицию, иными словами завладеть деньгами таким образом, что никто об этом не узнает. Тем не менее Пол отказывается обсуждать это и выпроваживает Лону из своего дома. Вернувшись в комнату слежения, Пол замечает, что Рик попутно наблюдает за соседней квартирой, в которой живёт молодая медсестра Энн Стюарт (Дороти Мэлоун). После размолвки с Лоной Пол начинает проявлять рассеянность, что замечают Рик и Пэдди.
На следующий вечер, в вестибюле дома Рик помогает Энн избавиться от назойливого ухажёра, они поднимаются вместе в лифте и между ними возникает взаимная симпатия. Оставшись на какое-то время в наблюдательной комнате один, после мучительной борьбы с самим собой, Пол не выдерживает и звонит Лоне, прося её немедленно подняться на прогулочную площадку на крыше дома. Во время встречи на крыше Пол целует Лону и говорит, что она победила. Лона сообщает, что Уилер свяжется с ней на следующий день по телефону, и с помощью заранее согласованной фразы поймёт, можно ли ему прийти к ней в квартиру. Если он получит нужный ответ, он появится через 10-15 минут, если нет — просто исчезнет. Пол говорит ей не отвечать на телефон до семи часов вечера, пока он не заступит на дежурство. Затем она должна ответить Уилеру, что всё чисто, после чего быстро уйти из дома. Рик поедет за ней, а Пол тем временем сменит Пэдди в машине, а затем поднимется вслед за Уилером в квартиру Лоны, где расправится с ним и завладеет деньгами. Пол просит её не возвращаться до тех пор, пока он всё не сделает, и время от времени звонить. Если всё получится как надо, он ответит на звонок.
На следующий вечер, Пол и Рик наблюдают, что Лона нервничает в своей квартире, а у её соседки Энн собрались гости на вечеринку. Постоянно наблюдая за Энн в бинокль, Рик сознаётся Полу, что она ему не безразлична. Вскоре в квартире Лоны раздаётся телефонный звонок от Уилера, и Лона условленным паролем сообщает ему, что он может к ней зайти. Как она и договаривалась с Полом, Лона тут же выходит из дома, и Рик отправляется проследить за ней. Оставшись один в комнате, Пол звонит в машину Пэдди, с тем, чтобы поменяться с ним, однако тот не берёт трубку. Пол выбегает на улицу и видит, как слегка выпивший Пэдди выходит из близлежащего бара. Пэдди, детектив предпенсионного возраста, на счету которого уже есть несколько замечаний, понимает, что за самовольный уход с места слежения может быть уволен из полиции с потерей пенсии. Он просит Пола не рассказывать Экстрёму о случившемся, и в этот момент детективы замечают, как Уилер входит в здание. Присутствие Пэдди не позволяет Полу последовать за преступником и осуществить свой план, и они дожидаются перед подъездом, когда Уилер выйдет из дома. Не застав Лону на месте, Уилер вскоре выходит на улицу. Около подъезда детективы задерживают его и требуют выдать деньги, а затем направляются к его машине. Пэдди берёт у Уилера ключи и открывает багажник, где лежит сумка с деньгами. Открыв сумку, он говорит, что, похоже, вся сумма на месте. В этот момент стоящий сзади Пол незаметно толкает Уилера на него, а затем стреляет преступнику в спину, убеждая Пэдди, что Уилер пытался напасть на него. Пэдди кажется это подозрительным, он уверяет, что сам бы справился с преступником, однако Пол напоминает ему, что он пьян и бандит мог завладеть его оружием. Далее он напоминает, что Экстрём требовал непременно взять Уилера живым, и Пэдди может быть наказан за срыв задания. Якобы чтобы помочь Пэдди, Пол предлагает спрятать труп Уилера в багажнике его автомобиля с тем, чтобы на следующий день он перегнал бы машину в другое место, где её смогут легко найти, и тогда никто не заподозрит детективов в провале задания. Пол просит отдать ему ключи от машины, однако Пэдди начинает подозревать, что Пол всё это проделывает не ради него, а ради того, чтобы завладеть деньгами. Пэдди отказывается отдать Полу ключи от машины, предлагая перегнать её на следующий день вместе.
Лона, за которой продолжает следить Рик, из бара звонит в свою квартиру, и подоспевший Пол сообщает, что всё сделано, а некоторые небольшие проблемы он уладит. В тот момент, когда Пол собирается уходить, в дверях квартиры он сталкивается с Энн, которая пришла попросить лёд для коктейлей. Пол закрывает перед ней дверь, а после её ухода быстро возвращается в наблюдательный пункт, куда вскоре приезжает Рик, а вслед за ним и Экстрём. Рик сообщает, что Лона пару раз звонила из бара. Он считает, что Лона, видимо, подозревает, что её телефон прослушивается, а также могла заметить слежку, о чём, вероятно, пыталась предупредить Уилера. На вопрос Экстрёма о ходе дежурства Пол отвечает, что весь час провёл в комнате, и за этот период ничего значимого не происходило. Выслав Пола из комнаты под надуманным предлогом проверить окрестные улицы, Экстрём сообщает Рику, что в период отсутствия Рика он в течение часа несколько раз звонил в наблюдательную комнату и в машину, однако ему никто не ответил. В ответ Рик сообщает лейтенанту, что когда отправлялся следить за Лоной, он заметил пустую машину Пэдди, и видел, как тот идёт в бар, предполагая, что Пол просто искал своего старшего коллегу и не хочет его выдавать.
Тем временем Пол выходит на улицу и садится в наблюдательную машину к Пэдди. Пол требует ключи от машины Уилера, объясняя это тем, что надо избавиться от неё пока не поздно. Догадываясь, что Пол просто хочет завладеть деньгами, Пэдди отказывается ему подчиниться, объявляя, что собирается рассказать обо всём Экстрёму, после чего достаёт пистолет и направляет его на Пола. Пэдди говорит, что окончательно понял, что Пол делает это всё не ради него, а ради денег. В этот момент в машине раздаётся звонок от Рика, и, воспользовавшись секундным замешательством, Пол хватает пистолет Пэдди, раздаётся выстрел, который оказывается для Пэдди смертельным. Не дождавшись ответа по телефону, Рик и Экстрём спускаются вниз к машине. Пол достаёт из кармана Пэдди ключи и бежит к машине Уилера. Выйдя на улицу, Рик и Экстрём видят в машине застреленного Пэдди. Тем временем Пол прибегает на место, где стояла машина Уилера, но её там нет. Пол быстро возвращается к машине Пэдди, делая вид, что обходил территорию и прибежал на звук выстрела. Пол рассказывает Экстрёму свою версию отсутствия в наблюдательной комнате, говоря, что сначала искал Пэдди, затем успокаивал его, однако, вероятно, тот не поверил и, чувствуя безвыходность своего положения, застрелился. Экстрём отсылает Пола обратно в наблюдательную комнату, в этот момент появляется полицейский автомобиль и скорая помощь, и Экстрём заключает, что продолжать слежку за квартирой Лоны не имеет смысла.
Из вестибюля дома Пол звонит Лоне и договаривается с ней о встрече на крыше, где сообщает, что случайно застрелил Пэдди. Далее он говорит, что его не подозревают, но Энн видела и запомнила его лицо, и, кроме того, денег у него нет, а машина пропала. Предполагая, что Пэдди переставил машину куда-то недалеко, они с крыши осматривают окрестности, замечая, что она стоит в одном из соседних переулков. Пол инструктирует Лону вернуться в квартиру на пару минут, чтобы её там увидели, и затем уходить, а он тем временем избавится от тела Уилера так, чтобы никто ничего не заподозрил. Тем временем Энн, встретив Рика в вестибюле дома, продолжает с ним заигрывать, между делом упоминая, что когда вечером заходила к Лоне за льдом, дверь ей открыл мужчина. Рик приходит в наблюдательную комнату и рассказывает Полу, что Энн видела в квартире Лоны мужчину, предполагая, что это был Уилер. Далее Рик высказывает сомнение в том, что Пэдди застрелился, а также в том, что он мог позволить Уилеру приблизиться к себе так близко. Он заключает, что убийца Пэдди сидел рядом с ним в машине.
Как было условлено с Полом, Лона вскоре выходит из дома, садится в машину и уводит Рика в ещё одно путешествие, давая Полу возможность переместить машину Уилера и незаметно вернуться в наблюдательную комнату. Некоторое время спустя Рик возвращается, затем приезжает Экстрём, сообщая, что на уличном перекрёстке только что был найден выброшенный из машины труп Уилера с двумя огнестрельными ранениями в спину. Пока Экстрём и Рик идут к Лоне, чтобы допросить её, Пол успевает позвонить и предупредить её, чтобы она ничего не рассказывала, так как у них на неё ничего нет. Действительно, Лона отрицает знакомство с Уилером, и допрос ничего не даёт. Тогда Экстрём решает обсудить с Лоной всё, что она делала в последние дни, он звонит Полу и просит его принести журнал наблюдений. Отдав Экстрёму журнал, Пол при выходе из квартиры Лоны сталкивается с Энн, которая, узнав его, тут же звонит в полицию. Пол возвращается в наблюдательную комнату и видит в бинокль, как Энн с кем-то нервно говорит по телефону. Вскоре Полу звонит дежурный полицейский, сообщая о звонке Энн в полицию. Пол обманным путём проникает в квартиру Энн и угрожает ей оружием. Затем, когда Экстрём и Рик выходят от Лоны, он заходит к ней вместе с Энн. На улице Экстрём и Рик, которые спустились вниз, чтобы найти Пола, узнают от дежурного детектива о звонке Энн. Рик немедленно бежит в дом. Пока Рик поднимается на лифте, Пол с двумя женщинами спускается по лестнице и входит на улицу через чёрный вход. Рик возвращается вниз, сообщая, что Энн и Лона пропали. Экстрём требует обыскать весь дом и окрестности в поисках подозреваемого, возможно, это Пол. Тем временем Пол с женщинами приближается к машине Уилера, замечая, что прямо за ней стоит патрульная машина полиции. Чтобы избежать риска задержания, Пол даёт Энн ключ от багажника и посылает её к машине за сумкой с деньгами. Когда Энн собирается открыть багажник, её замечает осматривающий улицы Рик. Он просит Энн укрыться за машиной, а сам стреляет в направлении Пола. Пол и Лона убегают. Пол просит Лону скрыться, а сам, несмотря на её уговоры, направляется к машине. Когда Пол подбегает к машине и открывает дверь, его убивает один из полицейских. Лона выходит из укрытия и сама подходит к окружённому полицейскими, смертельно раненому Полу. Он говорит: «Я же велел тебе уходить… А ведь эти деньги не были нам нужны, да?» Лону арестовывают, а Рик уводит Энн, взяв её под руку.

## В ролях
- Фред Макмюррей — Пол Шеридан
- Ким Новак — Лона Маклейн
- Филип Кэри — Рик Макаллистер
- Дороти Мэлоун — Энн Стюарт
- Э. Г. Маршалл — лейтенант Карл Экстрём
- Аллен Нурс — Пэдди Долан
- Пол Ричардс — Гарри Уилер
- Пол Пичерни — элегантный человек в коридоре у Энн (в титрах не указан)

## Создатели фильма и исполнители главных ролей
Как пишет критик Джонатан Розенбаум, «Ричард Куайн, который когда-то был актёром, а сегодня более всего известен своей режиссёрской карьерой на студии Columbia Pictures в 1950-е и начале 1960-х годов, так и не стал культовой личностью, хотя удивительно много его картин держится довольно хорошо», и среди них «Лёгкая добыча» (1954), «нуаровая работа 1954 года с отзвуками „Двойной страховки“».
Как режиссёр Куайн более всего известен постановкой романтических комедий, таких как «„Кадиллак“ из чистого золота» (1956). Помимо данной картины он снял ещё три фильма с участием Ким Новак — романтическую фэнтези-комедию «Колокол, книга и свеча» (1958), мелодраму «Мы незнакомы, когда встречаемся» (1960) и комедийный детектив «Известная домохозяйка» (1962). Куйан поставил также ещё один фильм нуар — «Поездка по кривой дороге» (1954).
Кинокритик Джеймс Стеффен подчёркивает, что до данной картины «Ким Новак сыграла только пару небольших ролей, включая эпизодическую роль в музыкальной комедии „Французский рейс“ (1954), который более всего запомнился откровенным костюмом Джейн Расселл, чем чем-нибудь иным». В 1996 году в интервью газете «Вашингтон пост» Ким Новак, настоящее имя которой Мэрилин Новак, вспоминала, как первый раз оказалась на приёме у Гарри Кона, который в то время был главой студии Columbia: «Меня вызвали, чтобы сообщить, что мне изменили имя. Я почувствовала, что если стану работать под выбранным ими именем, меня больше никто не увидит. Меня подавит это имя, потому что оно было фальшивым: Кит Марлоу… Я сказала: „Я не буду менять свою фамилию“. Гарри Кон ответил: „Никто не будет смотреть на девушку с польским именем“. Я сказала: „Ну, на самом деле, я чешка, но не важно, польское оно или чешское, это моё имя“».
Свою наиболее известную роль Ким Новак сыграла в фильме Альфреда Хичкока «Головокружение» (1958). Как отмечает кинокритик Джеймс Стеффен, сегодня «можно увидеть, как Хичкок и сценарист Сэмюэл Тейлор расчётливо использовали черты персонажа Ким Новак в „Лёгкой добыче“ для создания образа Джуди/Мадлен в „Головокружении“ (1958)» вплоть до «отдельных характерных реплик в общении с Фредом Макмюрреем, которые перекликаются с её репликами в последующем фильме Хичкока». Помимо упомянутых выше картин Новак сыграла в таких признанных драмах, как «Человек с золотой рукой» (1955), «Середина ночи» (1959) и «Бремя страстей человеческих» (1964) по роману Сомерсета Моэма.
К числу наиболее известных картин с участием Фреда Макмюррея, помимо «Двойной страховки» (1944), относятся военная драма «Бунт на «Кейне»» (1954) и сатирическая комедия «Квартира» (1960), а в 1960-75 годах он стал известен как исполнитель роли главы семейства в телевизионном ситкоме «Трое моих сыновей».

## Оценка фильма критикой

### Общая оценка фильма
Фильм в целом получил достаточно позитивные отклики критики. Сразу после выхода фильма газета «Нью-Йорк Таймс» назвала фильм «скромной мелодрамой студии Columbia Pictures и заслуживающей похвалы работой на протяжении половины своего времени». Газета отмечает «тихую игру Макмюррея и актёров второго плана при умной режиссуре Ричарда Куайна», и «историю, которая разворачивается с обманчивой медленностью, наращивая саспенс».
Джеймс Стеффен отмечает, что «„Лёгкая добыча“ является хорошим примером наслаждения, которое можно найти даже в казалось бы не самых значимых фильмах нуарового цикла конца 1940-х и начала 1950-х годов». По мнению Стеффена, «помимо памятного присутствия Ким Новак в своей первой главной роли, фильм отличает доброкачественная режиссура Ричарда Куайна; заслуживает внимания, в частности, то, насколько просто и эффективно поставлена сцена ограбления банка в начале картины». Стеффен выделяет также «атмосферическую, строгую операторскую работу Лестера Уайта», который «в полной мере использует то обстоятельство, что действие значительной части фильма происходит ночью»
Крейг Батлер считает, что «поклонники кино без сомнения будут спорить, следует ли „Лёгкую добычу“ классифицировать как фильм нуар или просто как саспенс-фильм, но к какой бы категории он не относился, этот оставшийся мало замеченным фильм заслуживает большей известности». Далее Батлер пишет: «Не то, что бы это выдающийся фильм, поскольку это не так — психологические характеристики развиты не достаточно, оставляя основных персонажей скорее кинотипажами, чем людьми из плоти и крови, темы фильма не исследованы достаточно глубоко, чтобы иметь резонанс, а в самом конце зрителям предлагается поменять своё мнение о главном женском персонаже, однако этот поворот просто-напросто не срабатывает». Тем не менее, по словам Батлера, «всё же фильм крайне увлекателен, искусно поставлен Ричардом Куайном, содержит необходимые атрибуты саспенса (и чудесно беспокойное ощущение вуайеризма), затрагивая много тем за свои 88 минут». Подводя итог, Батлер пишет, что «по сути фильм очень приличный, а временами довольно хороший».

### Характеристика фильма
«Нью-Йорк Таймс» выделяет в картине сцены, в которых «полиция бесстрастно следит за мисс Новак с помощью биноклей и магнитофонов». Стеффен также отмечает «удивительно откровенный психологический подтекст, связывающий полицейскую слежку и вуайеризм». Он пишет, что «не только главный герой подцепляет девушку гангстера, за которой шпионит из квартиры напротив, но и его партнёр — так называемый „хороший парень“ — делает то же самое с медсестрой, которая живёт в квартире, примыкающей к квартире Лоны Маклейн». Стеффен считает, что «современные зрители могут увидеть в этом перекличку с „Окном во двор“ (1954) Альфреда Хичкока, но оба фильма были созданы и выпущены на экраны практически одновременно, и в основу „Лёгкой добычи“ положен рассказ с тем же мотивом слежения, так что многие параллели скорее всего являются чистым совпадением».
Характеризуя картину, Деннис Шварц пишет, что «Лёгкая добыча» охватывает давно знакомую сферу фильма нуар, хорошо показывая, как легко потерять контроль над своей жизнью человеку чувственному, одержимому и эмоционально слабому". Далее Шварц отмечает, что «если эта тема убийства ради денег и свободы звучит знакомо, то это потому, что у Макмюррея была роль такого же типа в более качественном фильме нуар „Двойная страховка“ лишь с небольшой вариацией этой темы в „Лёгкой добыче“. Здесь Новак является всего лишь объектом его страсти, но не манипулирует им, как в „Двойной страховке“. В какой-то момент она даже говорит ему забыть о деньгах». Характеризуя персонаж Макмюррея, Шварц пишет, что «в начале он кажется честным, уверенным в себе и умным офицером полиции, но это восприятие оказывается поверхностным, после того как он глубоко вязнет в сети преступлений и доходит до того, что совершает убийство, и даже не одно». Шварц полагает, что «на самом деле он немного придурок, не способный мыслить здраво. И когда он серьёзно влюбляется в роковую женщину, он думает, что деньги ему нужны, чтобы заполучить её, и что их взаимного влечения друг к другу не достаточно». Шварц отмечает далее, что «мучительно сладострастной любви» этой пары противопоставляется «невинная детская любовь, которая растёт между более молодым и более уравновешенным Риком и более здравомыслящей работающей женщиной Энн, эта любовь нарастает постепенно и в допустимых рамках. Их любовь вторична по отношению к выполнению ими долга и рассматривается как более безопасная, и, в конце концов, как более перспективная».

### Сравнение с «Двойной страховкой»
По причине того, что Фред Макмюррей сыграл главную роль в таком заметном фильме нуар, как «Двойная страховка» (1944), критики часто сравнивали этот фильм с «Лёгкой добычей» (1954). «Нью-Йорк Таймс», в частности, считает, что работа Макмюррея «в холодном шедевре под названием „Лёгкая добыча“ является мягким факсимиле его роли в „Двойной страховке“». В обоих фильмах он «уважаемый гражданин, который внезапно убивает ради денег и знойной блондинки, после чего он и новичок Ким Новак бегут приблизительно тем же курсом и, естественно, в конце концов, наступает расплата».
Батлер также отмечает, что «приглашение на роль Фреда Макмюррея, к сожалению, приводит к неизбежным сравнениям с „Двойной страховкой“, но если тот более совершенный фильм оставить за скобками, „Лёгкая добыча“ предстанет более чем достойным развлечением». По словам Батлера, «Макмюррей не оставляет того незабываемого впечатления, как в „Страховке“, но он достаточно хорош; и хотя Ким Новак — это не Барбара Стэнвик, она тем не менее более чем удовлетворительна в роли роковой женщины, способной стать испытанием для морали почти любого мужчины». «Нью-Йорк Таймс» пишет: «По контрасту с простодушной мисс Новак, которая столь покорно держится за фалды своего любовника, в „Двойной страховке“ Барбара Стэнвик предстаёт более сильной личностью и одной из самых подлых убийц в анналах экрана. Помимо чёткого как швейцарские часы построения фильма, „Двойная страховка“ позволяет себе иметь двух разочарованных преступников в смертельной боевой стойке».

### Оценка актёрской игры
Оценивая игру Макмюррея, «Нью-Йорк Таймс» пишет, что «нынешнее соло мистера Макмюррея достойно уважения, но оно робко и неброско, и мы по-прежнему слышим, как мисс Стэнвик напоминает ему сквозь стиснутые зубы: „Никогда не забывай, что мы в этом деле вместе — вплоть до самого конца“».
Большое внимание критики уделили работе Ким Новак. Джеймс Стеффен считает, что «с высоты сегодняшнего дня, её игра смотрится лучше, чем можно было бы ожидать. Чувственность и ранимость делает её героиню более симпатичной, чем обычно предстают роковые женщины». Шварц полагает, что «Новак хорошо справляется с ролью бессердечной роковой женщины, у которой, как оказывается, есть сердце, но она слишком неопытна, чтобы помешать человеку, которого любит, от разрушения, потому что он становится всё более одержим деньгами, чем ей». Розенбаум выделяет в фильме «Новак в её первой крупной роли», продолжая, что «если вы, как и я, падки на её ранние работы, вы не можете себе позволить пропустить этот фильм».
«Нью-Йорк Таймс» обращает также внимание на «хорошую игру Фила Кэри, Э. Г. Маршалла и Аллена Нурса» в качестве копов, острые чувства которых «захватывает намного больше, чем несложный случай поразительного безрассудства» главных героев.